# Ultra Boys
Els Ultra Boys són l'únic grup ultra del Real Sporting de Gijón. Fou fundat l'any 1981.
Encara que la principal ideologia del grup és l'amor incondicional al  Sporting de Gijón i l'odi al Real Oviedo també hi ha petites faccions d'extrema dreta com així demostren tant l'aparició de banderes de l'època franquista com de símbols nazis dibuixats a les parets de la grada o en alguns dels tambors que s'empren per animar l'equip.

## Amistat i Rivalitat
- Amics: Normalment la convivència amb altres aficions sol ser amistosa com així testifiquen les bones relacions existents entre el grup i Supporters Gol Sur del Real Betis Balompié, el Frente Atlético del Club Atlético de Madrid, els Ultres Yomus del València CF o el Ligallo Fondo Nord del Reial Saragossa. També tenen una gran amistat amb l'afició del CD Logroñés a causa de la germanor existent entre aquest club i el Real Sporting de Gijón.

- Rivals: Els seus grans rivals són amb els Symmachiarii del Real Oviedo (a causa de la ideologia antioviedista del grup), Indar Gorri del Club Atlètic Osasuna, Herri Norte Taldea de l'Athletic Club de Bilbao o el Biris Nord del Sevilla FC degut en part a la gran sintonia existent entre el Real Sporting de Gijón i el Reial Betis que és el major rival del Sevilla FC.

## Història
El grup va ser fundat a la temporada 1981. Des de llavors sempre ha existit i comptat amb un gran nombre de membres o socis que han viscut els diferents moments pels quals ha passat el club des de llavors, des de participacions en la Copa de la UEFA fins a una etapa recent en la qual el club es va trobar a la vora de la desaparició.
En l'actualitat compten amb una xifra propera als 1.000 socis que estan ubicats en una zona de la grada sud de El Molinón (anomenada fons jove o sub-30) que el club té especialment habilitada per a ells, ja que no disposen de seients, compten amb una tanca sense publicitat en la que posen una pancarta amb el seu nom i disposen d'un quart en el qual guarden el material amb el que realitzen els tifos durant els partits i les diferents pancartes que hi fan servir.
Són un grup apreciat per la resta de l'afició del Real Sporting de Gijón, pels jugadors i pel mateix club, ja que aporten molta animació a El Molinón durant els partits.